# Култаевское сельское поселение
Култа́евское се́льское поселе́ние — упразднённое муниципальное образование в Пермском районе Пермского края Российской Федерации.
Административный центр — село Култаево.

## История
Образовано в 2004 году. К 2004—2005 гг. Култаевскому сельскому поселению была отнесена также территория, ранее подчинённая Протасовской сельской администрации (Протасовскому сельсовету).
В 2008 году в Култаевское сельское поселение включено упразднённое Нижнемуллинское сельское поселение.
Култаевское сельское поселение упразднено в 2022 году в связи с преобразованием Пермского муниципального района со всеми входившими в его состав сельскими поселениями в Пермский муниципальный округ.

## Население
| 2008    | 2010    | 2012    | 2013    | 2014    | 2015    | 2016    |
| ------- | ------- | ------- | ------- | ------- | ------- | ------- |
| 6983    | ↗10 444 | ↗10 525 | ↗10 777 | ↗11 053 | ↗11 432 | ↗11 799 |
| 2017    | 2018    | 2019    | 2020    | 2021    |         |         |
| ↗11 999 | ↗12 605 | ↗13 294 | ↗14 242 | ↗14 809 |         |         |

## Населённые пункты
В состав сельского поселения входили 33 населённых пункта.
| №  | Населённый пункт | Тип     | Население |
| -- | ---------------- | ------- | --------- |
| 1  | Аникино          | деревня | 28        |
| 2  | Башкултаево      | село    | 623       |
| 3  | Болгары          | деревня | 159       |
| 4  | Болдино          | деревня | 73        |
| 5  | Валевая          | деревня | 8         |
| 6  | Денисята         | деревня | 5         |
| 7  | Дикая Гарь       | деревня | 103       |
| 8  | Ежи              | деревня | 67        |
| 9  | Заполье          | деревня | 3         |
| 10 | Капидоны         | деревня | 6         |
| 11 | Кеты             | деревня | 17        |
| 12 | Кичаново         | деревня | 432       |
| 13 | Ключики          | деревня | 85        |
| 14 | Косотуриха       | деревня | 270       |
| 15 | Кулики           | деревня | 26        |
| 16 | Култаево         | село    | ↗8476     |
| 17 | Ложки            | деревня | 2         |
| 18 | Мокино           | деревня | ↗1325     |
| 19 | Москвята         | деревня | 3         |
| 20 | Мураши           | деревня | 68        |
| 21 | Нижние Муллы     | село    | 838       |
| 22 | Объект КРП       | посёлок | 2         |
| 23 | Петровка         | деревня | ↗1354     |
| 24 | Пищальниково     | деревня | 116       |
| 25 | Полюдово         | деревня | 26        |
| 26 | Протасы          | посёлок | 240       |
| 27 | Севастьяны       | деревня | 12        |
| 28 | Степаново        | деревня | 9         |
| 29 | Усть-Тары        | деревня | 198       |
| 30 | Федотово         | деревня | 10        |
| 31 | Чуваки           | деревня | 182       |
| 32 | Шилово           | деревня | 61        |
| 33 | Шумки            | деревня | 60        |

## Известные уроженцы
- Оборин, Иван Иванович (1904—1967) — родился в ныне не существующей деревне Новоселы, советский военачальник, полковник.